# Sentier de grande randonnée 703
Le sentier de grande randonnée 703 - Sentier historique de Jeanne d'Arc (GR 703) est en cours de réalisation. Il reliera à terme Domrémy-la-Pucelle (village natal de Jeanne d'Arc) à Chinon. Il est, en 2021, balisé de Domrémy-la-Pucelle jusqu'à Cunfin (limite entre l'Aube et la Côte d'Or).

## Son parcours

### Vosges
- Domrémy-la-Pucelle

### Meuse
- Les Roises
- Vouthon-Haut
- Vouthon-Bas
- Gondrecourt-le-Château : GR 714
- Tourailles-sous-Bois
- Luméville-en-Ornois
- Chassey-Beaupré

### Haute-Marne
- Cirfontaines-en-Ornois
- Gillaumé
- Échenay
- Pancey
- Montreuil-sur-Thonnance
- Poissons
- Saint-Urbain-Maconcourt
- Fronville
- Blécourt
- Leschères-sur-le-Blaiseron
- Ambonville
- Bouzancourt
- Beurville
- Rizaucourt-Buchey
- Argentolles
- Colombey-les-Deux-Églises
- Montheries
- Maranville
- Clairvaux : GR 145

### Aube
- Cunfin
- Mussy-sur-Seine : GR 2
- Les Riceys
- Bagneux-la-Fosse : GR 654